# Суворе чоловіче життя
Суворе чоловіче життя (рос. Строгая мужская жизнь) — радянський художній фільм 1977 року, знятий кіностудією «Ленфільм».

## Сюжет
Про мирні будні одного з танкових полків Радянської Армії на північних рубежах країни, де проходять службу випускники танкового училища — лейтенант Сорокін і його товариші. Виникла гостра конфліктна ситуація в середовищі офіцерів танкового полку виявляє людей, які по-різному розуміють свій обов'язок захисника Вітчизни.

## У ролях
- Анатолій Пустохін — Ілля Іванович Кльонов, підполковник, командир танкового полку
- Анатолій Матешко — Віктор Олексійович Сорокін, лейтенант, командир взводу плаваючих танків
- Юрій Каюров — командувач
- Роман Громадський — Лев Георгійович Мабикін, полковник, ад'ютант командувача
- Всеволод Кузнецов — Кузьма Никодимович Бурих, генерал-майор, командир дивізії
- Віталій Юшков — Станіслав Селицький, старший лейтенант
- Антоніна Шуранова — Тамара Степанівна Кльонова
- Надія Карпеченко — Любаша
- Юхим Каменецький — Володимир Ашотович Цантурян, підполковник, замполіт танкового полку
- Юрій Соловйов — Петро Лукич Носов, майор, командир танкового батальйону
- Володимир Карнишов — Володимир Гаршинцев, рядовий, механік-водій плаваючого танка
- Маргарита Бичкова — Катя Кльонова
- Інна Варшавська — Богуславська, доктор
- Ігор Добряков — епізод
- Володимир Марков — член Військової Ради
- Олена Назарчук — квартирна хазяйка
- Ольга Овчаренко — сусідка Люби
- Ірина Плескунова — дочка Кльонова
- Анатолій Ходюшін — епізод
- Марк Шихов — епізод

## Знімальна група
- Режисер — Анатолій Граник
- Сценарист — Михайло Кураєв
- Оператори — Лев Колганов, Микола Строганов
- Композитор — Надія Симонян
- Художник — Володимир Костін